# 門羅鎮區 (密蘇里州利文斯頓縣)
門羅鎮區（英語：Monroe Township）是位於美國密蘇里州利文斯頓縣的一個行政鎮區。

## 地方資料
門羅鎮區的面積為90.29平方千米，皆為陸地。根據2020年美國人口普查的數據，當地共有人口291人，而人口密度為每平方千米3.22人。